# 加里波第门 (米兰)

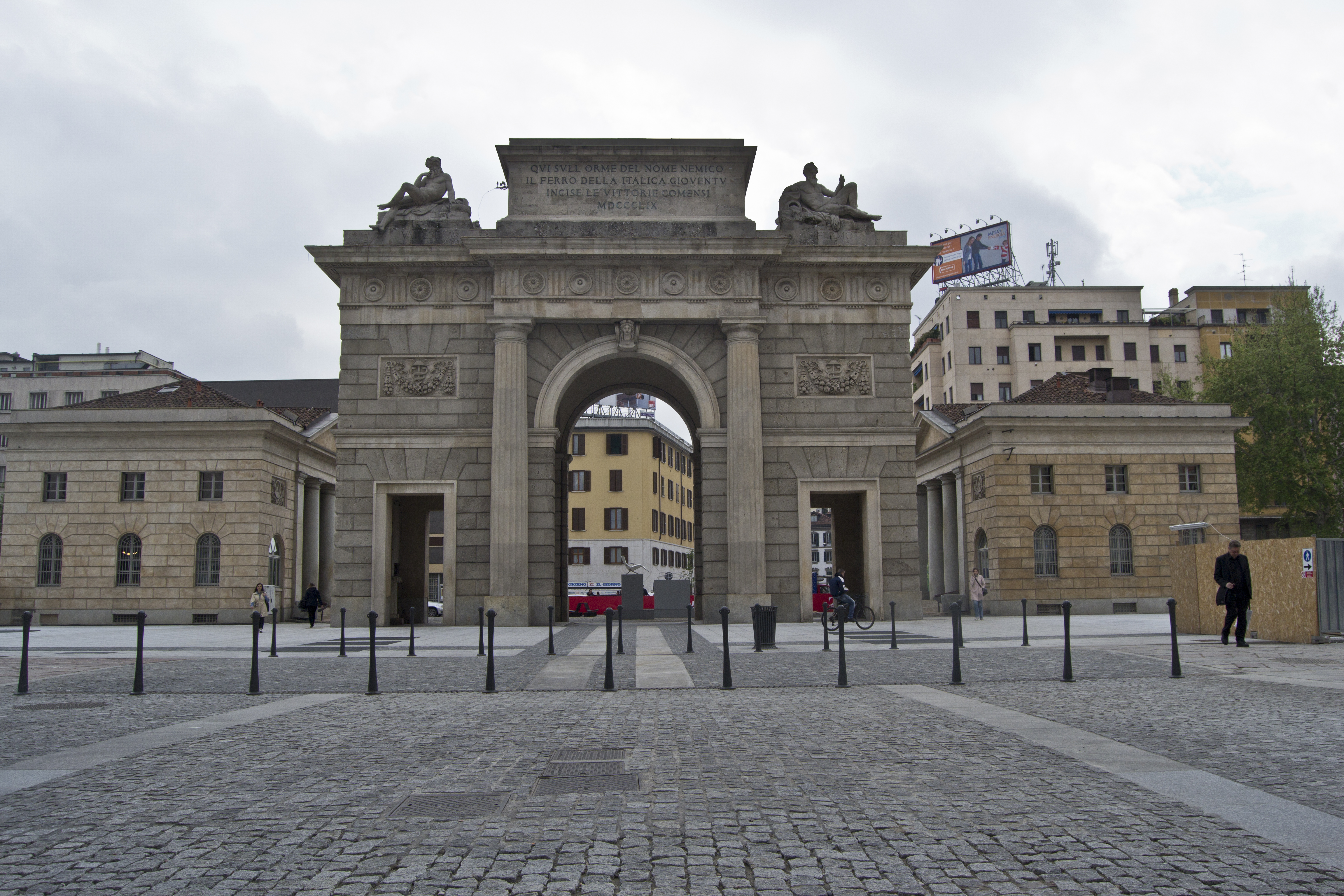
加里波第门

加里波第门（Porta Garibaldi）原名Porta Comasina，是意大利米兰的一座城门，位于通往科莫的道路上。这是一座新古典主义建筑，以纪念1825年神圣罗马帝国皇帝弗朗茨二世的访问，1826年至1828年重建，1860年献给朱塞佩·加里波第。加里波第门采用多立克柱式。在1836年增建了海关的房子。加里波第门的体量并不巨大，很适合周围的街道，因为它位于一条曲折道路的尽头，难以与宏伟的工程协调。
加里波第门也是米兰第九区 的一个区片名。